# La Bovia
La Bovia es un núcleo de población situado en el valle de San Mamés perteneciente a la parroquia de Blimea en el concejo de San Martín del Rey Aurelio. Según el censo del año 2020, cuenta con una población de 23 habitantes. Se encuentra situada en la cima del valle de San Mamés a una altitud media de 550 metros, en una zona alta y relativamente llana dando vista al valle de Santa Bárbara.

## Festividad
La festividad más importante se celebra el 17 de enero en honor a San Antón en la capilla de San Mamés.

## Rutas
Pasan por La Bovia varias rutas de montaña, una que va por San Mamés hacia Sotrondio y que se une con la del valle de Santa Bárbara y otra que desde el alto de La Bovia, en el lugar denominado "La Muezca" parte hacia el alto de La Vara, a unos 300 metros antes del alto se bifurca en dos, una hacia El Tretu y La Colladiella y otra que pasando por el alto de La Vara conduce a Les Bories, Canzana y Laviana
En La Bovia es de destacar el "Picu la Coyá"  que se encuentra a unos 800 metros de La Bovia en dirección norte y desde el que se divisa la práctica totalidad del concejo de San Martín del Rey Aurelio